# Catedral de San Martín (Eisenstadt)
La Catedral de San Martín o simplemente Catedral de Eisenstadt y también llamada Catedral de San Martín y San Ruperto (en alemán: Dom Sankt Martin und Sankt Rupert) es una catedral católica en Eisenstadt, Burgenland, Austria, dedicada a San Martín. Ha sido la sede del obispo de Eisenstadt desde la creación de la diócesis en 1960.
La primera referencia a una capilla dedicada a San Martín de Tours se produce en 1264, cuando Eisenstadt recibió su nombre original, en latín: minor Martin, en alemán: Kleinmartinsdorf y en húngaro: Kismarton.
De esta capilla todavía hay restos de una base románica en la zona del coro actual. En el siglo XIII la capilla fue ampliada con la adición de un coro del gótico temprano. En el siglo XIV se añadió una capilla para los laicos. En 1460 la iglesia fue reconstruida bajo el plan del capitán de la ciudad Johann Siebenhirter como una iglesia fortificada o defensiva, ya que se esperaba un ataque de los turcos después de la caída de Constantinopla en 1453.
El edificio gótico se terminó en 1522. Después del gran incendio de 1589 casi 30 años pasaron antes de que la reconstrucción de la iglesia gravemente dañada se llevara a cabo, entre 1610 y 1629.

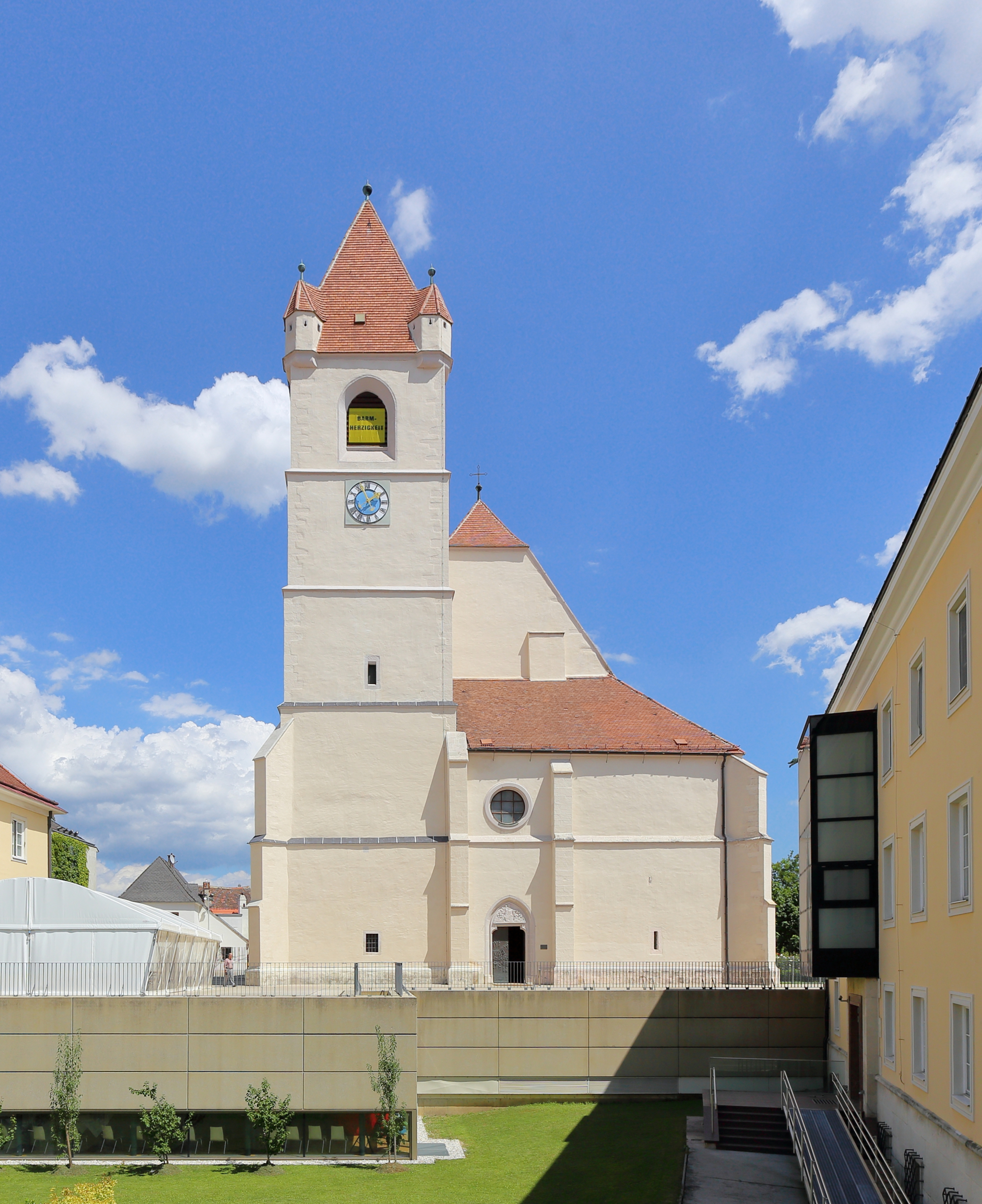
Vista de la torre del templo